# Rifargia lemoulti
Rifargia lemoulti är en fjärilsart som beskrevs av William Schaus 1906. Rifargia lemoulti ingår i släktet Rifargia och familjen tandspinnare. Inga underarter finns listade.